# Sapone di Aleppo

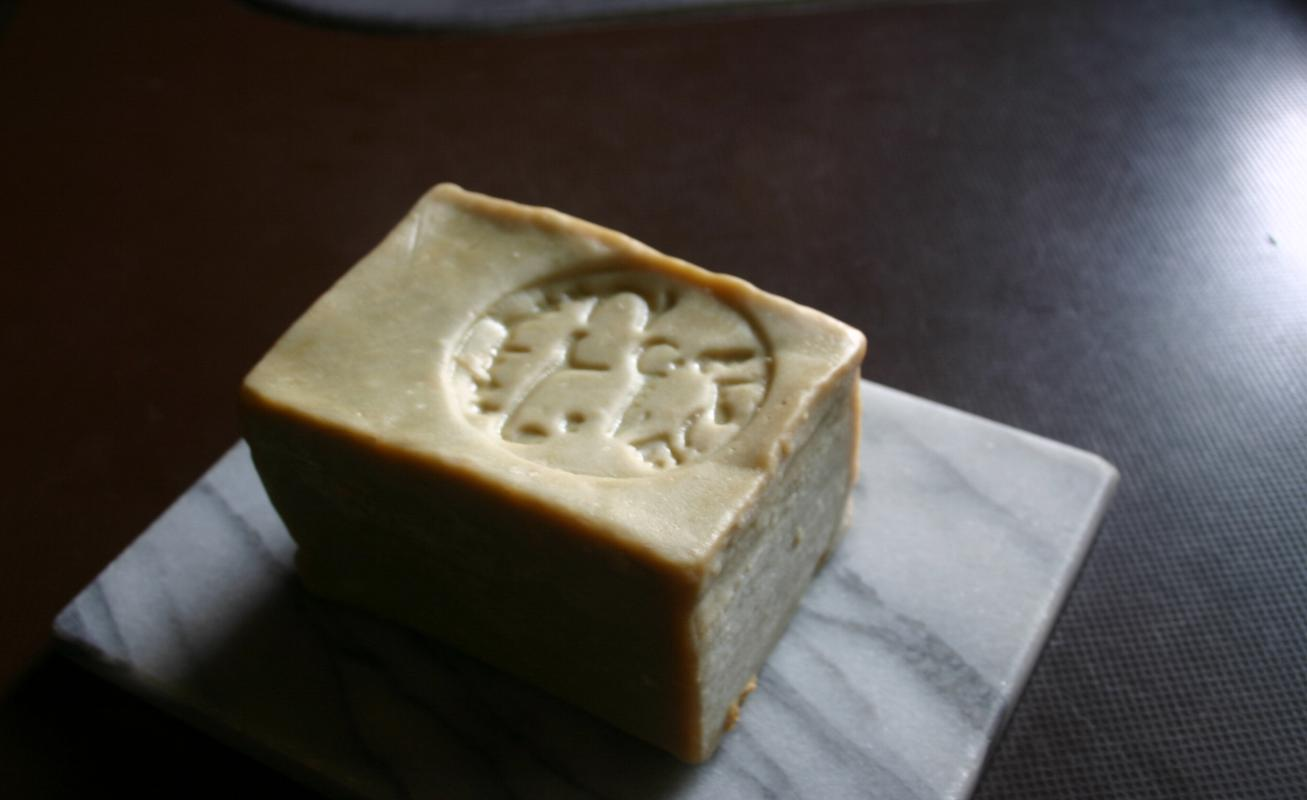
Sapone di Aleppo

Il sapone di Aleppo è un sapone per l'igiene personale, basato sull'uso dell'olio d'oliva con l'aggiunta di una percentuale variabile di olio d'alloro; è un prodotto tipico della città di Aleppo in Siria, prodotto di lavorazione artigianale, che segue una tradizione che risale all'antichità, perpetuata generazione dopo generazione.

## Fabbricazione
Ogni anno, a novembre, quando gli oli d'oliva vengono prodotti, si ripete lo stesso rituale nei caravanserragli dei vecchi suq di Aleppo.
L'olio d'oliva viene trattato con acqua e liscivia ottenuta dalla cenere di legno, lentamente in un calderone di pietra, utilizzando lo stesso sistema di saponificazione usato in antichità.
Alla fine della cottura, durante il raffreddamento, viene aggiunto l'olio d'alloro, il cui compito è quello di profumare e di arricchire il sapone. La qualità del sapone dipenderà dalla quantità di olio d'alloro utilizzato, che può giungere al 60%.
I saponi, che sono ancora di colore verde, vengono messi in impalcature a forma di torre, dove vengono lasciati a maturare all'aria fresca per non meno di dodici mesi.
In questo periodo di maturazione il sapone inizia a cambiare colore, dal verde diventa d'un colore dorato. Ciò avviene a causa della clorofilla dell'olio d'oliva che, illuminata dai raggi solari, produce questo cambiamento cromatico.

## Sapone di Nablus
Molto simile a quello di Aleppo è il sapone di Nablus, la città palestinese dell'attuale Cisgiordania, che segue anch'esso una tradizione molto simile, risalente all'antichità, con una lavorazione tramandata di generazione in generazione, ma che tuttavia contiene esclusivamente olio d'oliva, senza aggiunta di olio d'alloro.

## Storia
Gli arabi, già nei primi anni dell'Islam, avevano creato dei saponi molto fini, profumati con essenze di origine vegetale che, dall'800 d.C., sull'onda dell'espansione araba si diffusero in tutto il bacino mediterraneo, raggiungendo la Spagna e la Sicilia.
Grazie ai crociati questi saponi vennero portati in Occidente. In alcuni paesi, quali la Spagna, l'Italia e la Francia, venne rielaborato il modo di fare il sapone, utilizzando altri elementi al posto degli olî d'oliva e d'alloro. Il sapone di Marsiglia ha ereditato la procedura di fabbricazione del sapone d'Aleppo, che è l'origine di tutti i saponi duri del mondo.
I primi saponifici d'Europa furono impiantati nel XII secolo, a seguito delle crociate, in Castiglia (Spagna) e in Italia (Savona, Venezia), poi in Francia, dove nacque il sapone di Marsiglia, che deriva direttamente da quello di Aleppo.